# Isaac Kalimi
Isaac Kalimi (hebräisch יצחק קלימי) (* 15. Dezember 1952 in Miandoab, Nordiran) ist ein israelischer Judaist, Bibelwissenschaftler und Historiker für die Geschichte des Alten Israel.

## Leben und Wirken
Aufgewachsen ist Kalimi in einer Familie mit sephardisch-jüdischen Traditionen. Nach seiner Alija besuchte er vor seiner universitären Ausbildung eine chassidische Schule und später eine talmudische Akademie in Jerusalem von 1963 bis 1971.
An der Hebräischen Universität in Jerusalem, die er von 1973 bis 1978 besuchte, erwarb er die akademischen Grade eines BA und MA. Sein Studienschwerpunkt waren die hebräische Bibel und Geschichte des jüdischen Volkes.
Von 1981 bis 1986 weitete er sein Fachgebiet auf Altorientalistik (Geschichte, Literatur, Sprachen, Religionen) und die vergleichende Literaturwissenschaft an der Universität Tel Aviv und der Hebräischen Universität aus, wo ihm dann 1990 sein Ph.D. verliehen wurde.
1989 bis 1990 war er Postdoc an der Universität Heidelberg.
Er hatte Lehraufträge und absolvierte Forschungsaufenthalte an zahlreichen Universitäten weltweit und arbeitete in Israel, den USA, so in Chicago, Evanston, Cleveland, Boston, Greenville, und in Europa, etwa in Heidelberg, Berlin, Luzern, Kampen, Salzburg, Brüssel und Uppsala.
Von 2013 bis 2019 war er Mitglied des Gutenberg Forschungskollegs und Gutenberg-Research Professor of Hebrew Bible and Ancient Israelite History an der Universität Mainz.
2020 wurde er zum Mitglied der Academia Europaea gewählt.
Kalimi beherrscht mehrere Sprachen, so neben Ivrith das klassische Hebräisch, Aramäisch, Akkadisch, Ugarit und Altgriechisch, an weiteren Sprachen Englisch, Deutsch und Azeri.

## Veröffentlichungen (Auswahl)
- König Salomo: Mensch und Mythos. Geschichtsschreibung in der Hebräischen Bibel im Wandel.  Harrassowitz, Wiesbaden 2020, ISBN 978-3-447-11104-1.
- Writing and Rewriting the Story of Solomon in Ancient Israel. Cambridge University Press, Cambridge 2018
- Metathesis in the Hebrew Bible: Wordplay as a Literary and Exegetical Device. Hendrickson Publishers, Peabody, MA 2018
- Untersuchungen zur jüdischen Schriftauslegung und Theologie: Bindung Isaaks, Geschichte Josefs und biblische Theologie. Echter, Würzburg 2018, ISBN 978-3-429-04478-7
- Fighting Over the Bible: Jewish Interpretation and Polemic from Temple to Talmud and Beyond (= The Brill Reference Library of Judaism 54).  Brill, Leiden / Boston 2017
- Religionsgeschichte Israels oder Theologie des Alten Testaments? Das jüdische Interesse an der Biblischen Theologie. In: Jahrbuch für Biblische Theologie 10, 1995, 45–48